# Бластема
Бласте́ма (грец. βλαστος — паросток) — всяка здатна до новоутворень частина живої тканини. Таку здатність (головним чином до утворення пухлин) можуть мати всі тканини тіла (сполучна, кісткова, жирова та інші). У вивченні про регенерацію бластемою називають скупчення однорідних клітин на рановій поверхні, з яких утворюються різні тканини втраченого чи пошкодженого органу.